# Gitta Schweighöfer
Gitta Schweighöfer (* 1954 in Heiddorf, Bezirk Schwerin) ist eine deutsche Film- und Theaterschauspielerin.

## Leben

### Ausbildung und Theater
Gitta Schweighöfer, im heutigen Mecklenburg-Vorpommern geboren, kam während ihrer Schulzeit über ihre Mitwirkung im Kindertheater zum Schauspiel. Nach der Schule absolvierte sie von 1973 bis 1976 ihre Ausbildung an der Hochschule für Musik und Theater Rostock. Ihr erstes Festengagement hatte sie von 1981 bis 1988 am Kleist-Theater Frankfurt (Oder), wo sie unter anderem in der Theateradaption Jutta oder Die Kinder von Damutz nach dem gleichnamigen Bühnenstück von Helmut Bez die Titelrolle übernahm. Sie arbeitete in dieser Zeit mit den Regisseuren Horst Lebinsky, Frank Castorf und Andreas Kriegenburg zusammen. In Kriegenburgs Fräulein Julie-Inszenierung spielte sie dort die Titelrolle.
Nach Auslaufen ihres Engagements in Frankfurt (Oder) war sie von 1989 bis 1999 am Theater Chemnitz engagiert, wo sie unter der Regie von Tatjana Rese die Lady Macbeth spielte. Anschließend war sie ausschließlich als Gastschauspielerin am Theater aktiv. In der Spielzeit 1999/00 gastierte sie am Staatstheater Hannover, wo sie in Inszenierungen von Andreas Kriegenburg und Armin Petras auf der Bühne stand. 2004 spielte sie am Hamburger Thalia Theater eine der Hexen in Kriegenburgs Macbeth-Inszenierung. In der Spielzeit 2005/06 war sie als Ensemblemitglied am Theater Lübeck engagiert. In der Spielzeit 2006/07 trat sie am Theater Lübeck als Königinmutter Atossa in der Aischylos-Tragödie Die Perser auf. Es folgten Engagements am Theater Paderborn (2010) und an der Volksbühne Berlin (2011). Ihre bisher letzte Theaterarbeit war 2013 Lutz Hübners Theaterstück Richtfest am Renaissance-Theater in Berlin unter der Regie von Albrecht Hirche.

### Film und Fernsehen
Seit den 2000er Jahren tritt sie vermehrt in Film- und Fernsehproduktionen auf. Nachdem sie erste kleinere Rollen u. a. in den Fernsehserien Gute Zeiten, schlechte Zeiten und Hinter Gittern hatte, steht sie seit 2004 auch in handlungstragenden Rollen regelmäßig vor der Kamera.
In dem Fernsehfilm Baal (2004), einer Neuverfilmung des gleichnamigen Theaterstücks von Bertolt Brecht, spielte sie an der Seite ihres Sohnes Matthias die Obdachlose Gougou. In der TV-Reihe Pfarrer Braun war sie in dem Krimi Ein verhexter Fall (Erstausstrahlung: April 2004) die Ehefrau des Hauptkommissars Albin Geiger (Peter Heinrich Brix).
In Jena Paradies (2005), dem Spielfilmdebüt und Abschlussfilm des DFFB-Studenten Marco Mittelstaedt spielte sie als Ursula Bauch die Mutter der Titelfigur Jeanette Bauch, einer allein erziehenden Mutter, die von Stefanie Stappenbeck dargestellt wurde. In der 9. Staffel der beliebten Krankenhausserie In aller Freundschaft (2006) war sie Margarete Meissner, deren Ehemann angefahren und mit schweren Wirbelsäulenverletzungen in die Sachsenklinik eingeliefert wird. In Michael Schorrs Filmsatire Schröders wunderbare Welt (2006) übernahm sie die Rolle der Anne Schröder, die Mutter des Titelhelden Frank (Peter Schneider), der in seinem Heimatort im sächsischen Dreiländereck zu Polen und Tschechien das Tropenparadies „Lagunenzauber“ bauen möchte.
In dem im März 2008 in den deutschen Kinos gestarteten Film Der Rote Baron spielte sie Kunigunde von Richthofen, die Mutter des „Roten Barons“ Manfred von Richthofen, gespielt von ihrem Sohn Matthias. In der ZDF-Krimireihe Rosa Roth war sie unter der Regie von Carlo Rola zwischen 2009 und 2012 in fünf Episoden in einer ständigen Rolle als Anna Körber zu sehen.
Ab Januar 2010 war sie wieder als Filmmutter an der Seite ihres Sohnes in der Tragikomödie Friendship! auf der Kinoleinwand zu sehen. Ihr Ex-Mann Michael Schweighöfer spielte ihren Ehemann. Seit 2011 ist sie regelmäßig in den Filmen, die von und mit ihrem Sohn Matthias sind, in Nebenrollen zu sehen.
In der Sat.1-Filmkomödie Im Brautkleid meiner Schwester (2012) war sie Irene Dahrendorf, die Mutter der beiden eineiigen Zwillingsschwestern Marie und Sophie, wovon sie eine noch nie gesehen hat.
Sie spielte auch Rollen in verschiedenen Krimreihen, wie in Unter anderen Umständen (2013, als Zeugin und Ex-Frau des Täters an der Seite von Max von Pufendorf in der Episode Der Mörder unter uns) und in TV-Serien, wie in SCHULD nach Ferdinand von Schirach (2015, als Mutter eines Opfers häuslicher Gewalt) und in der Pilotfolge der ZDF-Krimiserie Die Spezialisten – Im Namen der Opfer (2016, als Mutter eines homosexuellen Fußballspielers). Sie hatte im Laufe der Jahre auch mehrere Auftritte in der Tatort-Fernsehreihe, so im Münsteraner Tatort: Das ewig Böse (2006) als Witwe Elke Brunner-Stettenkamp und im Leipziger Tatort: Todesstrafe als Bäckerei-Mitarbeiterin Beate Kühne. Eine dritte kleinere Rolle hatte sie 2018 im Rubin und Karow-Tatort: Tiere der Großstadt (2018).
In dem deutsch-tschechischen Märchenfilm Rübezahls Schatz (2017) war sie Mutter der weiblichen Hauptfigur, der Magd Rosa. Mitte 2018 übernahm sie die Rolle der Direktorin in der Kinder- und Jugendserie Schloss Einstein, die sie bis 2021 verkörperte. In der TV-Komödie Ein Wochenende im August (Erstausstrahlung: August 2019) zeigte sie an der Seite von Nadja Uhl und Carlo Ljubek auch ihr komödiantisches Talent. Im 9. Film der ARD-Fernsehreihe Die Eifelpraxis (Erstausstrahlung: August 2019) verkörperte sie die lungenkranke Bäuerin Bärbel Kuhn, die sich weigert, das lebensrettende Beatmungsgerät zu benutzen. In der 2. Staffel der BR-Serie Hindafing (Herbst 2019) spielte sie eine der durchgehenden Staffelrollen als ehemalige RAF-Terroristin Heidi Knopke und Mutter der Serienfigur Marie.

### Privates
Gitta Schweighöfer war mit dem Schauspieler und Theaterregisseur Michael Schweighöfer verheiratet. Beide waren in den 1980er Jahren gemeinsam am Theater Karl-Marx-Stadt engagiert. Die Ehe wurde 1984 geschieden. Anschließend war Schweighöfer alleinerziehende Mutter. Aus der Ehe stammt der gemeinsame Sohn Matthias Schweighöfer (* 1981), der ebenfalls Schauspieler wurde.
Schweighöfer lebt seit 2000 in Berlin.

## Filmografie (Auswahl)
- 2002: Gute Zeiten, schlechte Zeiten (Fernsehserie)
- 2004: Hinter Gittern – Der Frauenknast (Fernsehserie)
- 2004: Baal (Fernsehfilm)
- 2004: Pfarrer Braun – Ein verhexter Fall (Fernsehreihe)
- 2006: Schröders wunderbare Welt (Fernsehserie)
- 2006: Tatort: Das ewig Böse (Fernsehreihe)
- 2006: In aller Freundschaft (Fernsehserie, Folge 324: Zwischen den Fronten)
- 2007: Kinder, Kinder (Comedyserie, sieben Folgen)
- 2007: 2030 – Aufstand der Alten (Fernsehfilm, Dreiteiler)
- 2008: Der Rote Baron
- 2008: Tatort: Todesstrafe (Fernsehreihe)
- 2008: Gott schützt die Liebenden
- 2009: Vulkan (Fernsehfilm)
- 2009: Liebe macht sexy
- 2009–2012: Rosa Roth (Fernsehreihe)
- 2010: Friendship!
- 2010: Elf Onkel
- 2010: Der Meisterdieb (Fernsehfilm)
- 2010: Mein Song für dich (Kurzfilm)
- 2010: Weissensee (Fernsehserie, zwei Folgen)
- 2010: Es war einer von uns (Fernsehfilm)
- 2011: Die Verführung – Das fremde Mädchen (Fernsehfilm)
- 2011: What a Man
- 2011: Zimmer 205
- 2012: Der Fall Jakob von Metzler (Fernsehfilm)
- 2012: Im Brautkleid meiner Schwester (Fernsehfilm)
- 2013: Schlussmacher
- 2013: Letzte Spur Berlin – Kontrollverlust (Fernsehserie, Folge 2.3)
- 2013: Unter anderen Umständen – Der Mörder unter uns
- 2014: Vaterfreuden
- 2014: Polizeiruf 110 – Familiensache (Fernsehreihe)
- 2014: Herzensbrecher – Vater von vier Söhnen (Fernsehserie, Folge Constanzes Geheimnis)
- 2015: Der Nanny
- 2015: Schuld nach Ferdinand von Schirach (Fernsehserie, Folge Ausgleich)
- 2015: Macho Man
- 2015: Highway to Hellas
- 2016: Die Spezialisten – Im Namen der Opfer (Fernsehserie, Folge 1: Der verlorene Sohn)
- 2017: You Are Wanted (Amazon-Prime-Serie)
- 2017: In aller Freundschaft (Fernsehserie, Folge 779: Jetzt oder nie)
- 2017: Rübezahls Schatz
- 2017: Entdecke die Mandy in dir
- 2018: Tatort: Tiere der Großstadt (Fernsehreihe)
- 2018: Keiner schiebt uns weg
- 2018: Milk & Honey (Fernsehserie)
- 2019: Brecht
- 2019–2021, 2022: Schloss Einstein (Fernsehserie, Serienhauptrolle)
- 2019: Ein Wochenende im August (Fernsehfilm)
- 2019: Die Eifelpraxis: Körper und Geist (Fernsehreihe)
- 2019: Hindafing (Fernsehserie)
- 2020: 9 Tage wach (Fernsehfilm)
- 2020: Berlin, Berlin – Der Film (Spielfilm, Netflix)
- 2021: Ferdinand von Schirach: Feinde (Fernsehfilm)
- 2021: Väter allein zu Haus: Andreas (Fernsehreihe)
- 2021: Nix Festes (Fernsehserie; Folge: Die große Rede)
- 2021: Ella Schön: Familienbande (Fernsehreihe)
- 2023: Rentnercops (Fernsehserie)
- 2023: Praxis mit Meerblick – Schwindel (Fernsehreihe)
- 2023: Der Zürich-Krimi: Borchert und der Mord ohne Sühne (Fernsehreihe)
- 2023: SOKO Leipzig (Fernsehserie, Folge: Das Weihnachtswunder)

## Hörspiele
- 1988: Homer: Die Irrfahrten des Odysseus (Kirke) – Regie: Werner Buhss (Kinderhörspiel (6 Teile) – Rundfunk der DDR)